# Troféu Palma-Palma de 2023
A 31.ª edição da clássica de ciclismo Troféu Playa de Palma-Palma foi uma corrida na Espanha que se celebrou a 29 de janeiro de 2023 sobre um percurso de 141,6 quilómetros na ilha balear de Mallorca . A corrida fez parte do quinto troféu da Challenge Ciclista a Mallorca de 2023.
A corrida fez parte do UCI Europe Tour de 2023, calendário ciclístico dos Circuitos Continentais da UCI, dentro da categoria 1.1 e foi vencida pelo britânico Ethan Vernon do Soudal Quick-Step. Completaram o pódio, como segundo e terceiro classificado respectivamente, o eritreo Biniam Girmay do Intermarché-Circus-Wanty e o belga Jarne Van De Paar do Lotto Dstny.

## Equipas participantes
Tomaram parte na corrida 21 equipas: 8 de categoria UCI WorldTeam, 10 de categoria UCI ProTeam, 2 de categoria Continental e a seleção da Espanha. Formaram assim um pelotão de 143 ciclistas dos que acabaram 137. As equipas participantes foram:
| Equipes WorldTeam (8)- Bora-Hansgrohe - Arkéa-Samsic - Cofidis - EF Education-EasyPost - Intermarché-Circus-Wanty - Movistar Team - Soudal Quick-Step - UAE Team Emirates Equipes ProTeam (10)- Burgos-BH - Caja Rural-Seguros RGA - Eolo-Kometa - Euskaltel-Euskadi - Equipo Kern Pharma - Green Project-Bardiani CSF-Faizanè - Human Powered Health - Israel-Premier Tech - Lotto Dstny - Team Flanders-Baloise Equipes Continentais (2)- Electro Hiper Europa - Project Echelon Racing Equipe nacional- Espanha |
| |

## Classificação final
- A classificação finalizou da seguinte forma:[3]

| \| Classificação geral \| Classificação geral \| Classificação geral \| Classificação geral \| Classificação geral \| \| Ciclista \| Ciclista \| Equipe \| Tempo \| \| \| ------------------- \| --------------------- \| ------------------------ \| ------------------- \| ------------------- \| \| 1. \| Ethan Vernon \| Soudal Quick-Step \| 3h09m37s \| \| \| 2. \| Biniam Girmay \| Intermarché-Circus-Wanty \| + 0s \| \| \| 3. \| Jarne Van De Paar \| Lotto Dstny \| + 0s \| \| \| 4. \| Iván García Cortina \| Movistar Team \| + 0s \| \| \| 5. \| Juan Sebastián Molano \| UAE Team Emirates \| + 0s \| \| \| 6. \| Stanislaw Aniolkowski \| Human Powered Health \| + 0s \| \| \| 7. \| Tom Van Asbroeck \| Israel-Premier Tech \| + 0s \| \| \| 8. \| Daniel Babor \| Caja Rural-Seguros RGA \| + 0s \| \| \| 9. \| Axel Zingle \| Cofidis \| + 0s \| \| \| 10. \| Owain Doull \| EF Education-EasyPost \| + 0s \| \| |                       |                          |          |
| |                       |                          |          |
| Fonte: ProCyclingStats |                       |                          |          |
| Classificação geral |                       |                          |          |
| Ciclista | Ciclista              | Equipe                   | Tempo    |
| 1. | Ethan Vernon          | Soudal Quick-Step        | 3h09m37s |
| 2. | Biniam Girmay         | Intermarché-Circus-Wanty | + 0s     |
| 3. | Jarne Van De Paar     | Lotto Dstny              | + 0s     |
| 4. | Iván García Cortina   | Movistar Team            | + 0s     |
| 5. | Juan Sebastián Molano | UAE Team Emirates        | + 0s     |
| 6. | Stanislaw Aniolkowski | Human Powered Health     | + 0s     |
| 7. | Tom Van Asbroeck      | Israel-Premier Tech      | + 0s     |
| 8. | Daniel Babor          | Caja Rural-Seguros RGA   | + 0s     |
| 9. | Axel Zingle           | Cofidis                  | + 0s     |
| 10. | Owain Doull           | EF Education-EasyPost    | + 0s     |

## UCI World Ranking
O Troféu Playa de Palma-Palma outorgou pontos para o UCI World Ranking para corredores das equipas nas categorias UCI WorldTeam, UCI ProTeam e Continental. As seguintes tabelas são o barómetro de pontuação e os dez corredores que obtiveram mais pontos:
| Posição   | 1.º | 2.º | 3.º | 4.º | 5.º | 6.º | 7.º | 8.º | 9.º | 10.º | 11.º | 12.º | 13.º-15.º | 16.º-25.º |
| Pontuação | 125 | 85  | 70  | 60  | 50  | 40  | 35  | 30  | 25  | 20   | 15   | 10   | 5         | 3         |

| Classificação |                       |                          |        |
| Posição       | Ciclista              | Equipa                   | Pontos |
| ------------- | --------------------- | ------------------------ | ------ |
| 1.º           | Ethan Vernon          | Sodaul Quick-Step        | 125    |
| 2.º           | Biniam Girmay         | Intermarché-Circus-Wanty | 85     |
| 3.º           | Jarne Van De Paar     | Lotto Dstny              | 70     |
| 4.º           | Iván García Cortina   | Movistar                 | 60     |
| 5.º           | Juan Sebastián Molano | UAE Emirates             | 50     |
| 6.º           | Stanisław Aniołkowski | Human Powered Health     | 40     |
| 7.º           | Tom Van Asbroeck      | Israel-Premier Tech      | 35     |
| 8.º           | Daniel Babor          | Caja Rural-Seguros RGA   | 30     |
| 9.º           | Axel Zingle           | Cofidis                  | 25     |
| 10.º          | Owain Doull           | EF Education-EasyPost    | 20     |